# Bajt Kammuna
Bajt Kammuna (arab. بيت كمونة) – miejscowość w Syrii, w muhafazie Tartus. W 2004 roku liczyła 1803 mieszkańców.